# Ескадрені міноносці типу «Драуг»
Тип «Драуг» був першою серією есмінців, побудованих для Королівського флоту Норвегії на початку 20-го століття, після побудови єдиного представника свого типу  «Валкіріен», який був зданий в експлуатацію 17 травня 1896 року. Клас складався з трьох кораблів: «Драуг», «Трол»  і «Харм». Усі три були побудувала військово-морська верф в Хортені. 

## Характеристики
Тип «Драуг» був створений за зразком британського типу «Рівер», лише дещо більший і сильніше озброєний. Мав парову машину потрійного розширення, паливом для якої служило вугілля. 

## Історія служби
Оскільки одного «Валкіріен» було недостатньо, щоб задовольнити потребу в міноносцях, клас «Драуг» був замовлений і побудований у 1908–1913 роках. «Драуг» був головним кораблем, спущеним на воду в 1908 році, за ним слідував «Трол» у 1909 році та Гарм у 1913 році.  Тип і головний корабель було названо на честь драугра – зловісної істоти зі скандинавської міфології, яка часто пов’язана з моряками та морем.
Усі три кораблі перебували в експлуатації до Другої світової війни, хоча їх законсервували за роки до 1939 року. Оскільки війна виглядала неминучою, три кораблі були повернуті до активної служби: «Трол» і «Харм» 28 серпня, «Драуг» 5 вересня 1939 року. Оскільки всі три кораблі були в поганому стані, знадобилося багато часу та роботи, перш ніж вони стали боєготовими. Після мобілізації кораблі типу «Драуг» вважалися придатними лише для супроводу та охорони.  Вони служили в 1-му дивізіоні міноносців, що базувався в Бергені. 
8 квітня 1940 року, оскільки німецьке вторгнення в Норвегію було неминучим, три кораблі типу «Драуг» відправили до 2-го військово-морського округу на південному та середньому заході Норвегії. «Драуг» базувався в Гаугесунді, «Харм» — у Бергені, а «Трол» — у Молої.  «Драуг» втік до Сполученого Королівства 9 квітня 1940 року після затримання ним німецького транспорту. «Харм»  потопили німецькі бомбардувальники біля села Бйордаль у Согнефіорді 26 квітня 1940 року. «Трол», якому було наказано вирушити на Шетландські острови, був покинутий екіпажем у Флоре, пізніше захоплений на якорі наступаючими німецькими військами 18 травня 1940 року «Трол» використовувався як конденсаторне судно та опалювальна баржа на верфі в Лаксевааг.
«Драуг» охороняв конвої на східному узбережжі Британії, поки його не розібрали на металобрухт у 1944 році. «Трол» повернули до Норвегії німці після закінчення Другої світової війни. Корабель був проданий в 1947 році та розібраний на металобрухт.